# Guangzhou International Women's Open 2017 - Qualificazioni singolare
Le qualificazioni del singolare femminile del Guangzhou International Women's Open 2017 sono state un torneo di tennis preliminare per accedere alla fase finale della manifestazione. Le vincitrici dell'ultimo turno sono entrate di diritto nel tabellone principale. In caso di ritiro di una o più giocatrici aventi diritto a queste sono subentrati le lucky loser, ossia le giocatrici che hanno perso nell'ultimo turno ma che avevano una classifica più alta rispetto alle altre partecipanti che avevano comunque perso nel turno finale.

## Teste di serie
1. Lizette Cabrera (qualificata)
2. Lesley Kerkhove (qualificata)
3. İpek Soylu (qualificata)
4. Gao Xinyu (qualificata)
5. Lu Jingjing (qualificata)
6. Jacqueline Cako (ultimo turno)

1. Junri Namigata (ultimo turno)
2. Riko Sawayanagi (ultimo turno)
3. Zhang Kailin (qualificata)
4. Lu Jiajing (ultimo turno)
5. Hiroko Kuwata (primo turno)
6. Xun Fangying (primo turno)

## Qualificate
1. Lizette Cabrera
2. Lesley Kerkhove
3. İpek Soylu

1. Gao Xinyu
2. Lu Jingjing
3. Zhang Kailin

## Tabellone

### Legenda
| - Q = Qualificato - WC = Wild card - LL = Lucky loser | - ALT = Alternate - SE = Special Exempt - PR = Protected Ranking | - w/o = Walkover - r = Ritirato - d = Squalificato |

### Sezione 1
|  | Primo turno | Primo turno            | Primo turno            | Primo turno | Primo turno |  |  | Ultimo turno | Ultimo turno    | Ultimo turno | Ultimo turno | Ultimo turno |  |
|  |             |                        |                        |             |             |  |  |              |                 |              |              |              |  |
|  | 1           | Lizette Cabrera        | Lizette Cabrera        | 7           | 6           |  |  |              |                 |              |              |              |  |
|  |             | Aleksandrina Najdenova | Aleksandrina Najdenova | 6(1)        | 4           |  |  | 1            | Lizette Cabrera | 6            | 4            | 6            |  |
|  |             | Pemra Özgen            | Pemra Özgen            | 7           | 6           |  |  |              | Pemra Özgen     | 3            | 6            | 0            |  |
|  | 12          | Xun Fangying           | Xun Fangying           | 5           | 1           |  |  |              |                 |              |              |              |  |

### Sezione 2
|  | Primo turno | Primo turno       | Primo turno       | Primo turno | Primo turno |  |  | Ultimo turno | Ultimo turno    | Ultimo turno    | Ultimo turno | Ultimo turno |  |
|  |             |                   |                   |             |             |  |  |              |                 |                 |              |              |  |
|  | 2           | Lesley Kerkhove   | Lesley Kerkhove   | 6           | 6           |  |  |              |                 |                 |              |              |  |
|  |             | Aleksandra Panova | Aleksandra Panova | 4           | 4           |  |  | 2            | Lesley Kerkhove | Lesley Kerkhove | 6            | 7            |  |
|  | WC          | Sun Xuliu         | Sun Xuliu         | 3           | 4           |  |  | 8            | Riko Sawayanagi | Riko Sawayanagi | 1            | 5            |  |
|  | 8           | Riko Sawayanagi   | Riko Sawayanagi   | 6           | 6           |  |  |              |                 |                 |              |              |  |

### Sezione 3
|  | Primo turno | Primo turno   | Primo turno   | Primo turno | Primo turno |  |  | Ultimo turno | Ultimo turno  | Ultimo turno  | Ultimo turno | Ultimo turno |  |
|  |             |               |               |             |             |  |  |              |               |               |              |              |  |
|  | 3           | İpek Soylu    | İpek Soylu    | 6           | 6           |  |  |              |               |               |              |              |  |
|  | WC          | Guo Meiqi     | Guo Meiqi     | 2           | 1           |  |  | 3            | İpek Soylu    | İpek Soylu    | 7            | 6            |  |
|  |             | Kyōka Okamura | Kyōka Okamura | 6           | 7           |  |  |              | Kyōka Okamura | Kyōka Okamura | 65           | 3            |  |
|  | 11          | Hiroko Kuwata | Hiroko Kuwata | 4           | 64          |  |  |              |               |               |              |              |  |

### Sezione 4
|  | Primo turno | Primo turno | Primo turno | Primo turno | Primo turno |  |  | Ultimo turno | Ultimo turno | Ultimo turno | Ultimo turno | Ultimo turno |  |
|  |             |             |             |             |             |  |  |              |              |              |              |              |  |
|  | 4           | Gao Xinyu   | 2           | 6           | 7           |  |  |              |              |              |              |              |  |
|  |             | Guo Hanyu   | 6           | 4           | 67          |  |  | 4            | Gao Xinyu    | 6            | 2            | 6            |  |
|  |             | Shiho Akita | Shiho Akita | 3           | 1           |  |  | 10           | Lu Jiajing   | 4            | 6            | 3            |  |
|  | 10          | Lu Jiajing  | Lu Jiajing  | 6           | 6           |  |  |              |              |              |              |              |  |

### Sezione 5
|  | Primo turno | Primo turno    | Primo turno    | Primo turno | Primo turno |  |  | Ultimo turno | Ultimo turno   | Ultimo turno | Ultimo turno | Ultimo turno |  |
|  |             |                |                |             |             |  |  |              |                |              |              |              |  |
|  | 5           | Lu Jingjing    | 4              | 6           | 7           |  |  |              |                |              |              |              |  |
|  |             | Miyabi Inoue   | 6              | 1           | 62          |  |  | 5            | Lu Jingjing    | 5            | 6            | 6            |  |
|  | WC          | Zheng Wushuang | Zheng Wushuang | 5           | 1           |  |  | 7            | Junri Namigata | 7            | 1            | 3            |  |
|  | 7           | Junri Namigata | Junri Namigata | 7           | 6           |  |  |              |                |              |              |              |  |

### Sezione 6
|  | Primo turno | Primo turno           | Primo turno | Primo turno | Primo turno |  |  | Ultimo turno | Ultimo turno    | Ultimo turno    | Ultimo turno | Ultimo turno |  |
|  |             |                       |             |             |             |  |  |              |                 |                 |              |              |  |
|  | 6           | Jacqueline Cako       | 6           | 4           | 6           |  |  |              |                 |                 |              |              |  |
|  |             | Anastasija Pivovarova | 3           | 6           | 3           |  |  | 6            | Jacqueline Cako | Jacqueline Cako | 2            | 4            |  |
|  | WC          | Ye Qiuyu              | 68          | 6           | 3           |  |  | 9            | Zhang Kailin    | Zhang Kailin    | 6            | 6            |  |
|  | 9           | Zhang Kailin          | 7           | 4           | 6           |  |  |              |                 |                 |              |              |  |